# Phronia montana
Phronia montana är en tvåvingeart som beskrevs av Olavi Kurina 2008. Phronia montana ingår i släktet Phronia och familjen svampmyggor.
Artens utbredningsområde är Italien. Inga underarter finns listade i Catalogue of Life.